# Lorenzo Palomo
Lorenzo Palomo (født 10. marts 1938 i Ciudad Real, Spanien, død 13. april 2024) var en spansk komponist, dirigent og pianist.
Palomo studerede komposition og klaver på Cordoba Musikkonservatorium og senere på det Kongelige Musikkonservatorium i Barcelona. Han skrev to symfonier, orkesterværker, kammermusik, balletmusik, suiter, korværker, vokalmusik etc. Palomo studerede direktion i New York hos Boris Goldovsky og var chefdirigent for Valencia Symfoniorkester. Han boede i Tyskland i 38 år, hvor han var dirigent og pianist for den Tyske Opera i Berlin og arbejdede som freelancekomponist.

## Udvalgte værker
- Symfoni nr. 1 "Granada" (2007) for sopran, guitar, fortæller og orkester
- Symfoni nr. 2 "Cordoba" (2015) - for orkester